# Lamprochromus kowarzi
Lamprochromus kowarzi är en tvåvingeart som beskrevs av Negrobov och Chalaya 1988. Lamprochromus kowarzi ingår i släktet Lamprochromus och familjen styltflugor. Inga underarter finns listade i Catalogue of Life.